# Campo Grande (Metro de Lisboa)
Campo Grande es una estación doble del Metro de Lisboa, donde se conectan dos líneas: la Línea Amarilla y la Línea Verde. Se sitúa en el municipio de Lisboa, entre las estaciones de Quinta das Conchas y Cidade Universitária (línea Amarilla) y las de Telheiras y Alvalade (línea Verde). Fue inaugurada el 1 de abril de 1993, con la particularidad de ser la primera estación de la red construida en viaducto.
Esta estación, una de las más concurridas de la red, se localiza junto al Viaduto do Campo Grande y Rua Cipriano Dourado. Posibilita el acceso al Museo de la Ciudad, al Museo Rafael Bordalo Pinheiro, al Estádio José Alvalade y a una importante terminal de autocares. El proyecto arquitectónico es de la autoría del arquitecto Ezequiel Nicolau y las intervenciones plásticas del artista plástico Eduardo Nery.